# Junkers A 25
Lo Junkers A 25 era un aereo monomotore monoplano ad ala bassa sviluppato dall'azienda tedesca Junkers Flugzeugwerk AG negli anni venti e realizzato, oltre che dalla stessa, nella filiale sovietica Junkers di Fili, allora villaggio nelle vicinanze di Mosca e ora suo quartiere.
Sviluppato dal precedente A 20, ne conservava la cellula e la superficie in metallo ondulato tipico della produzione Junkers, differenziandosene essenzialmente per l'adozione di una motorizzazione dalla maggior potenza erogata.

## Storia
Al termine della prima guerra mondiale, in seguito alla definizione del trattato di Versailles, venne imposta una pesante restrizione nell'attività dell'aviazione tedesca. In ambito militare l'intera flotta di velivoli militari tedeschi venne requisita per essere assegnata alle forze aeree alleate alla Triplice intesa come parte del risarcimento dei danni subiti od essere avviata alla distruzione. Tuttavia, seppur limitata e sotto il controllo di un'apposita commissione, venne consentita la ripresa dell'aviazione civile, sia in ambito turistico che commerciale, apponendo delle specifiche per limitare le capacità dei modelli in modo da renderli inefficaci come velivoli militari.
Le iniziali imposizioni riguardavano anche il rapporto potenza-peso ma le mutate esigenze di trasporto nel corso degli anni convinsero la commissione, nel 1926, ad autorizzare specifiche meno restrittive. In questo modo si diede nuova libertà nel settore dei motori aeronautici e la Junkers, che aveva avviato lo sviluppo dello sperimentale Junkers L1 già dal 1920, iniziò a valutare di rimotorizzare alcuni modelli di successo con unità dalla maggior potenza.